# Genêt poilu
Genista pilosa
Espèce
Classification phylogénétique
Le genêt poilu (Genista pilosa) est une espèce de plantes à fleurs de la famille des Fabaceae.
C'est un sous-arbrisseaux prostré ou érigé, haut de 20 à 50 cm (rarement plus), très ramifié. 
C'est une plante des rochers, bois clairs et landes, présent à une altitude maximale de plus de 2 000 m.